# Wizard Lake
Wizard Lake är en sjö i Kanada.   Den ligger i provinsen Alberta, i den centrala delen av landet, 2 900 km väster om huvudstaden Ottawa. Wizard Lake ligger 792 meter över havet. Arean är 2,4 kvadratkilometer. Den sträcker sig 1,6 kilometer i nord-sydlig riktning, och 7,3 kilometer i öst-västlig riktning.
Omgivningarna runt Wizard Lake är en mosaik av jordbruksmark och naturlig växtlighet. Runt Wizard Lake är det mycket glesbefolkat, med 3 invånare per kvadratkilometer.